# Cantonul Douarnenez
Cantonul Douarnenez este un canton din arondismentul Quimper, departamentul Finistère, regiunea Bretania, Franța.

## Comune
- Douarnenez (reședință)
- Guengat
- Le Juch
- Plogonnec
- Pouldergat
- Poullan-sur-Mer